# ピンナップガール

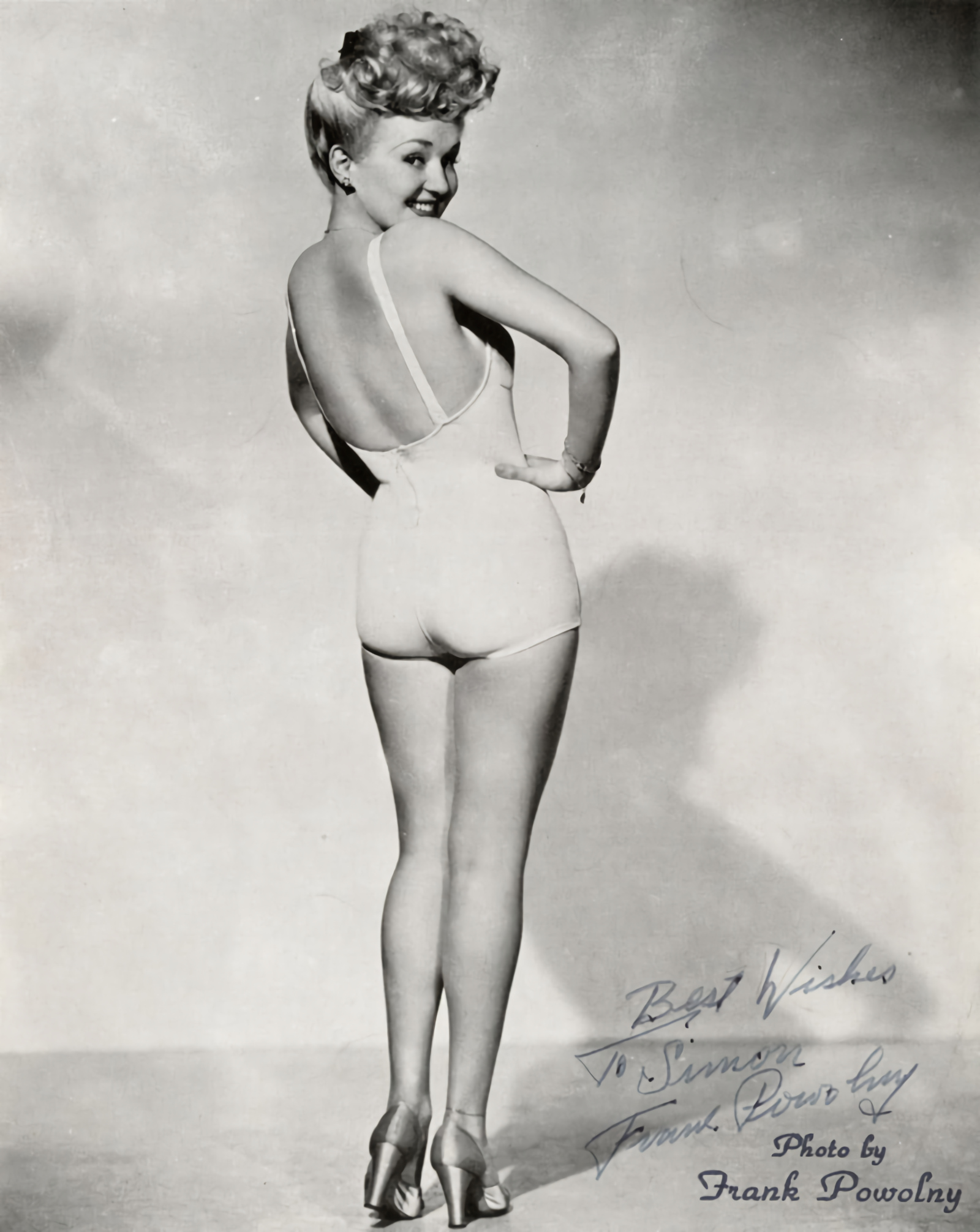
ベティ・グレイブルのピンナップ（1943年）

ピンナップガール（pin-up girlまたはpin-up model 、まれに男性に対してmale pin-upとも）とは、大衆文化として広く出回っている写真、つまりピンナップのモデルのこと。今日では性的魅力を持つモデル、ファッションモデル、俳優に対して用いられている。ピンナップは「（壁に）ピンで留める」という語に由来し、展覧会のように額縁に入れて飾るのではなく、ざっくばらんと張ることを前提としている。チーズケーキ (cheesecake) ということもある。アメリカの俗語で、20世紀初頭、ピンナップ写真がタブーとみなされていたため、セミヌード女性の写真のことをこっそりそう呼んでいた。

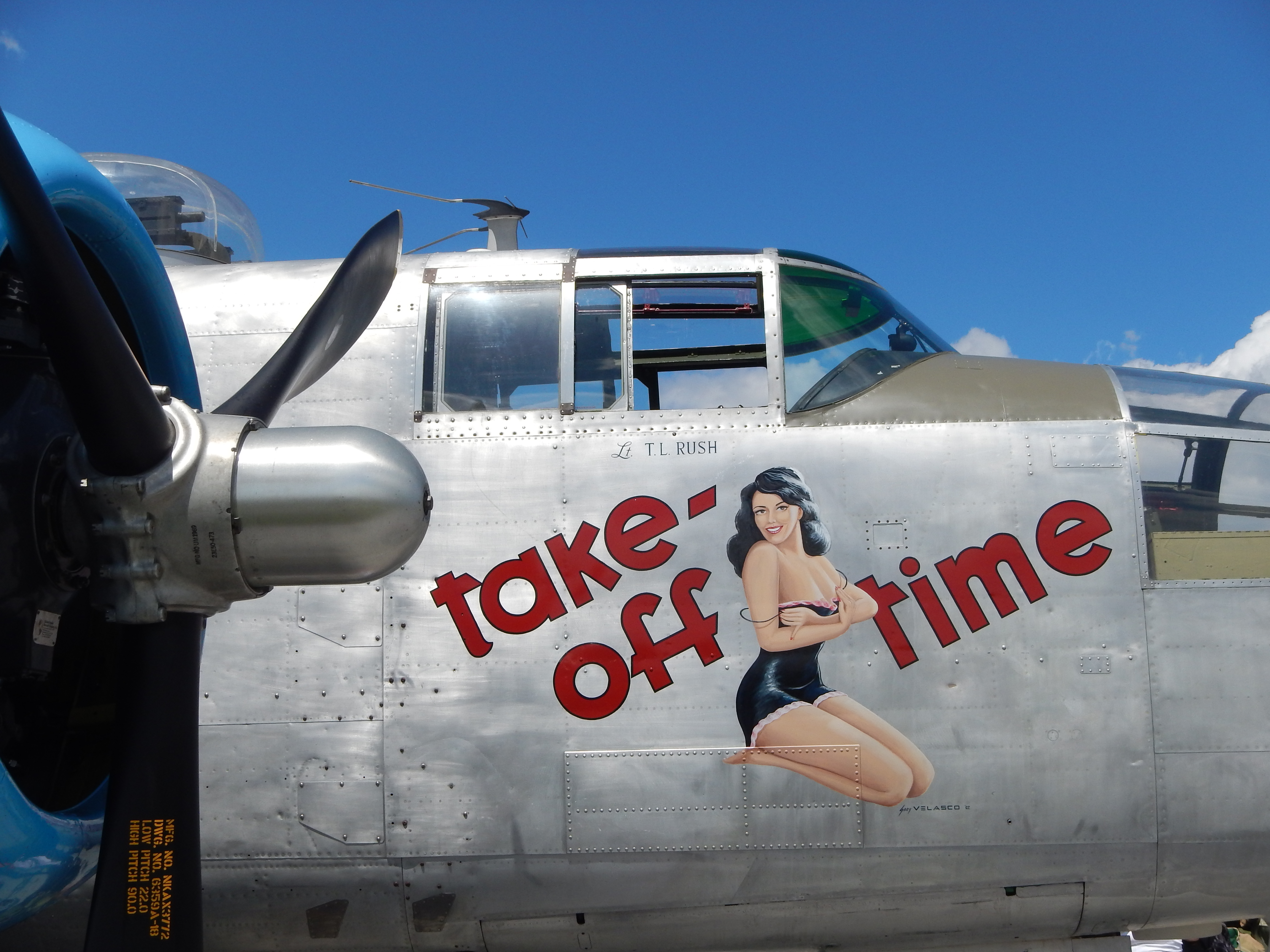
B-25に描かれたピンナップガールのノーズアート

男性のピンナップ写真（スラングでいうところのビーフケーキ (Beefcake)は20世紀を通して女性のものと比べてまれだったが、男子を対象とした同性愛市場は存在し、ジェームズ・ディーンやジム・モリソンといった男性有名人の写真が出回った。

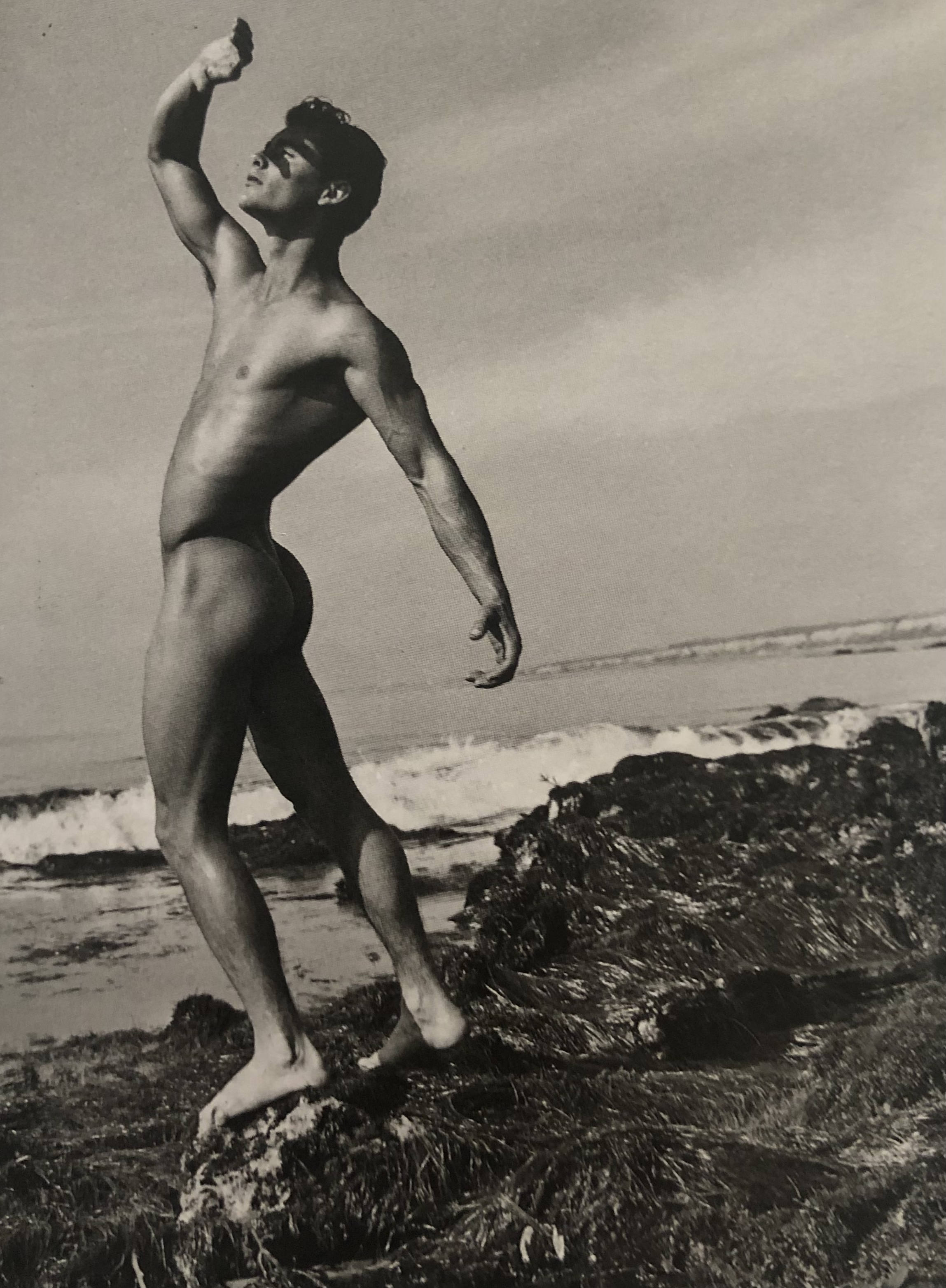
男性のピンナップ写真

## 歴史
19世紀初頭の演劇界がピンナップの起源とされる。アメリカン・バーレスクのパフォーマーや女優たちは、ショーを宣伝する目的で名刺代わりにブロマイドを使いだした。
世界初のピンナップは、20世紀初頭の「ミス・フェルナンド」ことフェルナンド・バレエ（フランスの美術モデルで、藤田嗣治の妻でもあった）らの写真だと言われる。バレエの写真には胸の谷間と正面からのヌードが写っており、第一次世界大戦中には連合国・同盟国双方の兵士たちが大切に持っていた。
ピンナップガールとしてとくに有名なのは女優のベティ・グレイブルで、第二次世界大戦中にはアメリカ軍のGIのロッカーの至るところに彼女のポスターが張られていた。
ピンナップガールは実在の女性ばかりではなかった。絵画に描かれたピンナップガールもいた。たとえば、チャールズ・ダナ・ギブソンが描いた「ギブソン・ガール」。ギブソンが描いたのはフェミニストの理想を体現化した新しい女だったが、「新しい女は性に対する新しい概念の象徴であったが、そのことで彼女が、性的関心についての新しい概念の象徴になることも避けられなかった」。本物の女優やダンサーたちと違って、絵の中の女性は好きなように描くことが出来た。男性誌『エスクァイア』には多数の女性のヌード絵が掲載されたが、一番人気があったのはアルベルト・バルガスの描いた「バーガ・ガール」だった。第二次世界大戦中、軍服を着せられたバーガ・ガールのノーズアートが爆撃機や戦闘機の機首に描かれた。1942年から1946年にかけて肥大化する軍事的需要により、「広告なしの無料の雑誌を900万部コピーして、国内外のアメリカ軍基地に送った」。彼女たちは売春婦としてでなく、幸運を呼ぶ女性愛国者だと捉えられていた。ピンナップ画家は他にも、アール・K・バーゲイ、イーノック・ボレス、ジル・エルブグレン、ジョージ・ペティー、ロルフ・アームストロング、ゾーイ・モーザート、デュエイン・ブライアーズ。

## フェミニズムとピンナップ
1869年には、ピンナップを否定する女性もいれば、支持する女性もいた。支持する理由は、ピンナップが「それまでの肉体的羞恥に対する、ポスト・ヴィクトリア朝時代の明確な否定で、女性の美への健全なリスペクト」とみなしたからだった。
一方で反対派は、ピンナップのイメージが社会道徳に与える影響を考えると、公共の場で女性の性を露出させることは女性らしさの基準を下げ、品位を破壊し、男性を喜ばせるだけの存在と思われ、それは女性にも若者にも有害であると主張した。
ジョアン・マイエロウィッツは『Journal of Women's History』に寄せた論文『Women, Cheesecake, and Borderline Material』の中で、「女性の性的イメージがポピュラー・カルチャーの中で増大するにつれ、女性がそれに抗議することは、同時に、支持するための議論の構築に能動的に参加してしまうことになる」

## ヘアスタイルとメイクアップ
ピンナップの古典的なスタイルは1940年代に確立された。第二次世界大戦で物資が不足していたため、この時期のメイクは「自然な美」が主流だったと考えられる。アメリカは戦争経済のもと、消費財に配給制限をかけていたはずだが、「女性は口紅を買い続け、兵士の士気を高めるべく、手紙の表面に"口紅のキス"をつけて送るよう奨められた」。
- ファンデーション - クリーム、リキッドとも自然な肌のトーンにマッチしたもの。白人女性の間では夏の日焼けメイクが人気だった[17]。
- フェイスパウダー - ファンデーションを落ち着かせ、肌の色を均一にする。
- アイライナー - 1950年代までにウィング効果が一般的になった。
- まつげ - 大きく見せる。
- ブラシ - 頬をパステルカラーとローズカラーで塗る。
- 唇 - ヴァイブラントレッドとマットカラーでふっくらと見せる[18]。

1950年代は真っ赤な唇とばら色の頬がよくマッチしていた。アイライナーは大胆に、目を大きく見せるようになった。 1920年代〜1930年代の細い眉毛と対照的に、自然な眉が好まれた。1940年代の眉はくっきり綺麗だったが、ペンシルで濃く見せた。
口紅は「危険に臨んでも回復する女性らしさの象徴」となり、戦う兵士たちの士気を高める武器となった。唇の形も同様。唇はより丸みを帯び、唇の輪郭も太くなった。それを両方兼ね備えているのがマックスファクターが開発した「Hunter's Bow」である。また、ピンカールもピンナップガールの主要な要素だった。

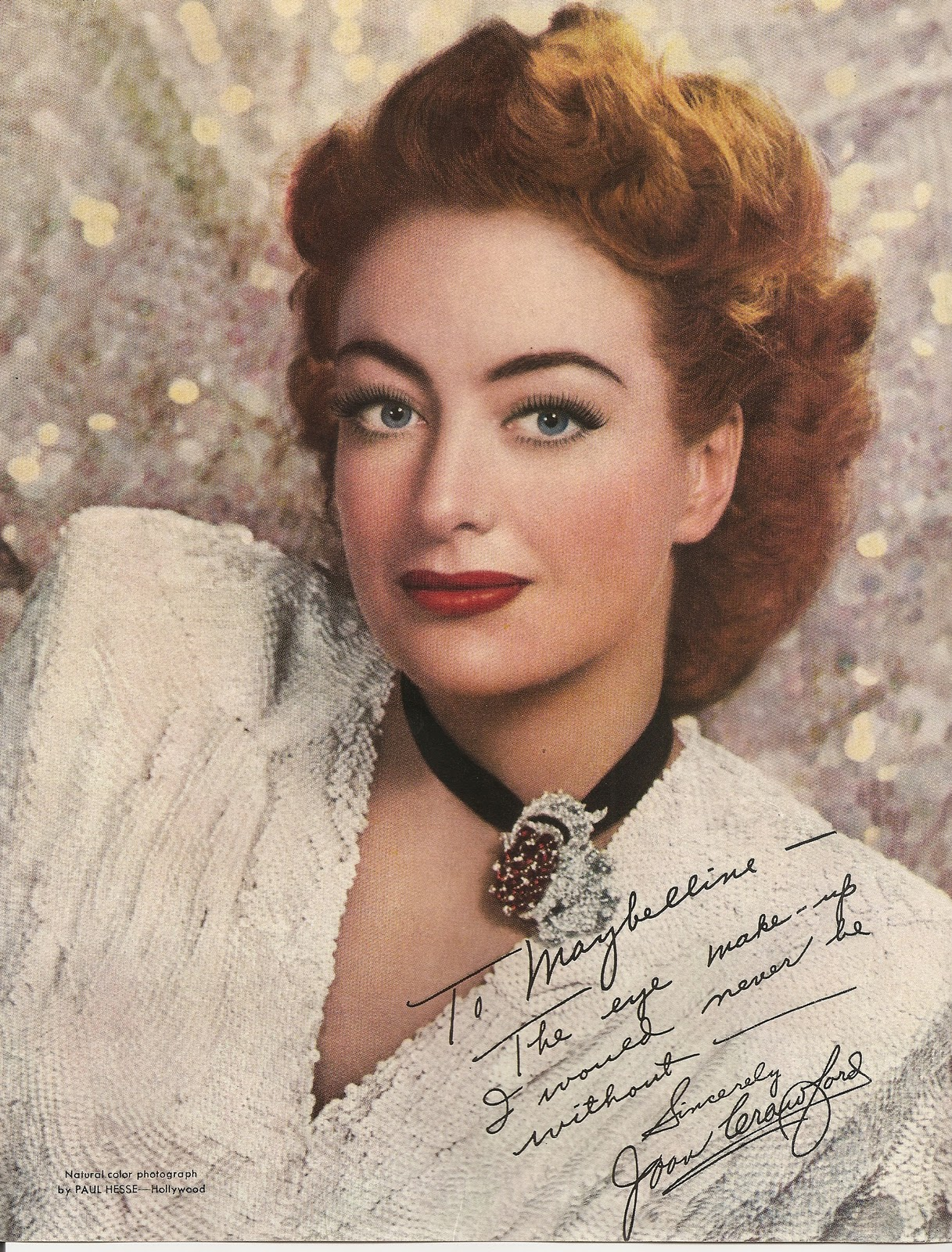
Hunter's Bowメイクを代表するジョーン・クロフォード（1946年、撮影：Paul Hesse）

曲芸飛行と第二次世界大戦支援の意味を込めて名付けられたヴィクトリーロールも、同じである。

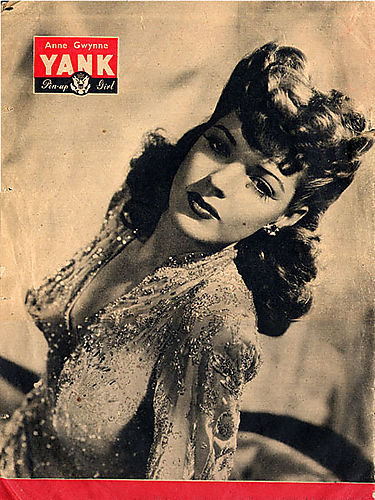
ヴィクトリーロールにしたアン・グウェイン（1944年、軍発行の雑誌『ヤンク (雑誌)』より）

現代になっても、ケイティ・ペリーなどがクラシックなピンナップ・メイクをリバイバルしている。

## 肌の色

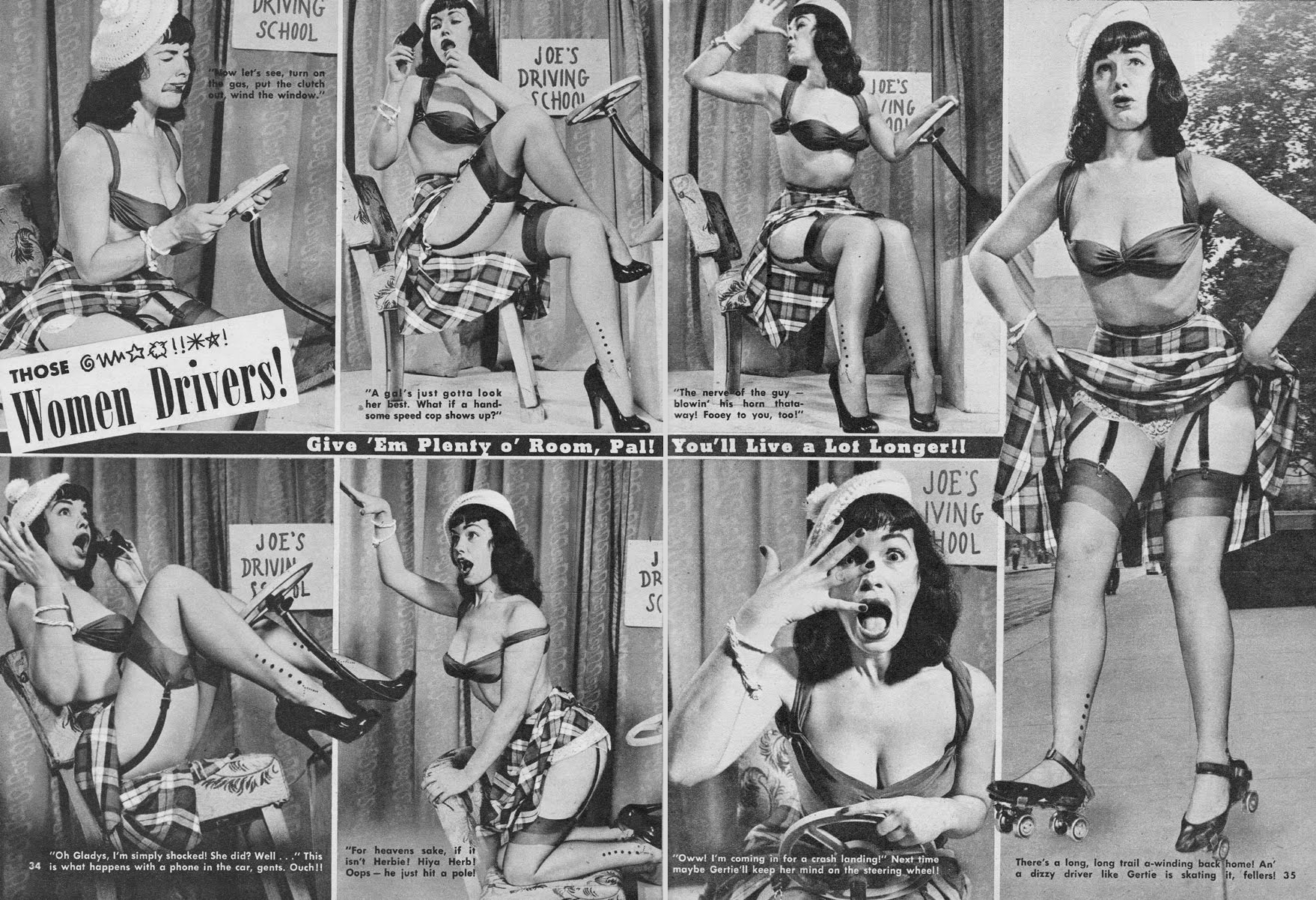
雑誌の特集でステレオタイプ女性ドライバーを演じるベティ・ペイジ

ピンナップガールとして名前が挙がる女性たちといえばマリリン・モンローやベティ・ペイジなどといった白人女性が多いが、1920年代にはジョセフィン・ベーカーという黒人バーレスク・ダンサーがいた。他にも、ドロシー・ダンドリッジ、アーサー・キットがいる。

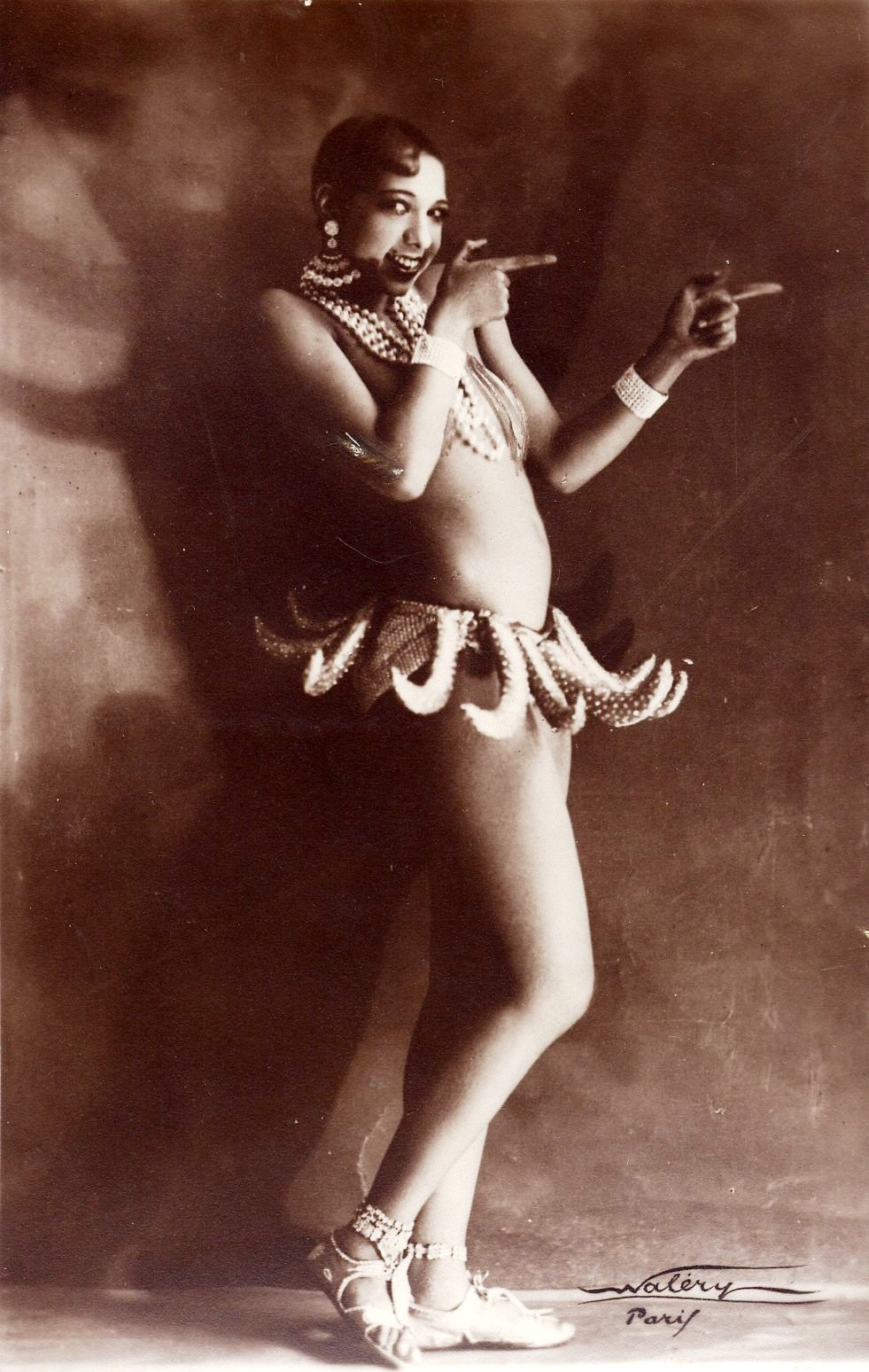
「黒いヴィーナス」と呼ばれたジョセフィン・ベーカー（1927年）